# Атазанавир/Кобицистат
Атазанавир/Кобицистат, продаваемый под торговой маркой Evotaz, представляет собой комбинированный антиретровирусный препарат с фиксированной дозой, используемый для лечения и профилактики ВИЧ/СПИДа. Он содержит атазанавир и кобицистат. Атазанавир — ингибитор протеазы ВИЧ, а кобицистат — ингибитор ферментов цитохрома P450 (CYP) семейства CYP3A.
Атазанавир/Кобицистат был одобрен Управлением по санитарному надзору за качеством пищевых продуктов и медикаментов (FDA) для медицинского применения в США в январе 2015 года. Он был одобрен для медицинского использования в Европейском Союзе в июле 2015 года. Не зарегистрирован в России.

## Медицинское использование
Атазанавир/Кобицистат показан для использования в сочетании с другими антиретровирусными препаратами для лечения ВИЧ-инфекции у людей с массой тела не менее 35 кг (77 фунтов).